# 約翰斯頓鎮區 (密蘇里州梅肯縣)
約翰斯頓鎮區（英語：Johnston Township）是位於美國密蘇里州梅肯縣的一個行政鎮區。

## 地方資料
約翰斯頓鎮區的面積為44.44平方千米，當中陸地面積為44.32平方千米，而水域面積為0.12平方千米。根據2020年美國人口普查的數據，當地共有人口44人，而人口密度為每平方千米0.99人。